# Ladies Norwegian Challenge
De Ladies Norwegian Challenge is een jaarlijks golftoernooi in Noorwegen, dat deel uitmaakt van de Nordea Tour en de Ladies European Tour Access Series. Het werd opgericht in 2012 en vindt sindsdien telkens plaats op verschillende golfbanen in Oslo.
Het toernooi wordt gespeeld in een strokeplay-formule van drie ronden (54-holes) en na de tweede ronde wordt de cut toegepast.

## Winnaressen
| Jaar | Golfbaan         | Winnares            | Score | Score | Info                           |
| ---- | ---------------- | ------------------- | ----- | ----- | ------------------------------ |
| 2012 | Hauger Golfklubb | Marianne Skarpnord  | 212   | –4    | [ 1 ]                          |
| 2013 | Hauger Golfklubb | Nicole Broch Larsen | 212   | –4    | [ 2 ]                          |
| 2014 | Losby Golfklubb  | Emma Nilsson        | 141   | –3    | 36-holes (weersomstandigheden) |

| Toernooirecord |  | po = winnares na play-off |

 Association Suisse de Golf Ladies Open ·
 Kristianstad Åhus Ladies Open ·
 Sölvesborg Ladies Open ·
 OCA Augas Santas International Ladies Open ·
 Open Generali de Dinard ·
 Pilsen Golf Challenge ·
 Royal Belgian Golf Federation LETAS Trophy ·
 Ingarö Ladies Open ·
 Ladies Norwegian Challenge ·
 Onsjö Ladies Open ·
 HLR Golf Academy Open ·
 Mineks & Regnum Ladies Classic ·
 Open Generali de Strasbourg ·
 Azores Ladies Open ·
 Grecotel Amirandes Ladies Open ·
 WPGA International Challenge